# Luiz Carlos Molion
Luiz Carlos Baldicero Molion (n. 1950) es un climatólogo, meteorólogo, hidrólogo brasileño, y profesor de la Universidad Federal de Alagoas (UFAL). También es representante de los países de América del Sur en la "Comisión de Climatología de la Organización Meteorológica Mundial (OMM). Desarrolla actividades académicas en el "Instituto de Pesquisas Espaciales, Departamento de Meteorología, São José dos Campos.
Es escéptico acerca de la conjetura del calentamiento global antropogénico

## Algunas publicaciones
- j.j. Burgos, h. Fuenzalida Ponce, l.c. Molion. 1991. Climate Change, Vol. 18, pp. 223- 239, 1991

- eneas Salati, jose Marques, luiz carlos Molion. 1978. "Origem e distribuiçao das chuvas na Amazónia," Interciencia 3:200-206

## Honores
- Miembro del Institute for Advanced Study, en Berlín[2]